# Robert Åhman-Persson
Robert Åhman-Persson (født 26. marts 1987 i Uppsala) er en svensk fodboldspiller, der siden 2010 har været på kontrakt med den svenske Allsvenskan-klub AIK Fotboll.
Han kom til Viborg FF fra AIK Stockholm i sommeren 2007. Det blev kun til én sæson i den grønne trøje, inden han i sommeren 2008 blev solgt til Malmö FF. I 2010 skiftede han igen til AIK fra Stockholm.